# Horizons (Partei)
Horizons ist eine Mitte-rechts-Partei in Frankreich.

## Geschichte
Die Partei ist eine Gründung des früheren französischen Premierministers Édouard Philippe. Sie wurde am 9. Oktober 2021 in Le Havre gegründet, wo Philippe Bürgermeister ist.

## Inhalte
Schwerpunkte des Parteiprogramms sind Demografie, Umwelt, Geopolitik und Technologie. Die Partei sollte zunächst die Wiederwahl des französischen Präsidenten Emmanuel Macron sicherstellen und über die gleichzeitig stattfindende Parlamentswahl Einfluss auf die Regierungsbildung nehmen.
Neben Philippe und Generalsekretär Béchu sind einige Bürgermeister wie Arnaud Robinet und Hubert Falco (Toulon) Mitglieder der Horizons. In der Nationalversammlung ist die Partei mit 28 Abgeordneten vertreten (beispielsweise Yannick Favennec Becot, Laurent Marcangeli und Marie-Agnès Poussier-Winsback). Auch im Europaparlament verfügt sie über Sitze (Gilles Boyer, Nathalie Loiseau); dort gehört sie der Fraktion Renew Europe an.

## Mitglieder und Kongresse
In einem Interview mit der Tageszeitung Le Parisien am 8. Oktober 2022 gab Édouard Philippe bekannt, dass Horizons nach einem Jahr 19.324 Mitglieder hat. Der erste Parteikongress wurde am 25. März 2023 in Paris mit 3000 Teilnehmern durchgeführt.

## Parlamentswahl in Frankreich 2022
Die Partei ist Teil des Wahlbündnisses Ensemble, dem auch Macrons La République en marche angehört. Einem Bericht der Zeitung Le Monde zufolge hat Macron Horizons im gemeinsamen Wahlbündnis allerdings lediglich 58 der 577 Kandidaten zugestanden. Grund dafür sei seine Sorge, Édouard Philippe würde sich als zu starker Konkurrent erweisen („Le président de la République, soucieux de ne pas dépendre des troupes de son ancien chef de gouvernement, a circonscrit autant que possible l’espace de jeu philippiste.“) Von den 245 Sitzen, die das Wahlbündnis bei der Parlamentswahl in Frankreich 2022 errang, entfallen 28 auf Horizons.
Im Kabinett Borne war die Partei mit folgenden Personen vertreten:
- Christophe Béchu als Minister für den ökologischen Übergang und den territorialen Zusammenhalt;
- Agnès Firmin-Le Bodo als dem Ministerium für Gesundheit und Prävention beigeordnete Ministerin für die territoriale Organisation und die Gesundheitsberufe;
- Charlotte Caubel, Staatssekretärin für Kinder.

Im Kabinett Attal war die Partei mit folgenden Personen vertreten:
- Christophe Béchu als Minister für den ökologischen Übergang und den territorialen Zusammenhalt;
- Frédéric Valletoux als beigeordneter Minister für Arbeit, Gesundheit und Solidarität; zuständig für Gesundheit und Prävention.

## Europawahl und Parlamentswahl in Frankreich 2024
Bei der Europawahl 2024 errang die Partei bei 14,6 % der Stimmen lediglich 2 der 81 französischen Sitze. Bei den französischen Parlamentswahlen 2024 fielen bei 3,5 % der Stimmen im ersten und 4,6 % der Stimmen im zweiten Wahlgang 28 Sitze an die Partei.
Im Kabinett Barnier waren als Minister aktiv:
- Paul Christophe als Minister für Solidarität, Autonomie und Gleichstellung von Frauen und Männern;
- Charlotte Parmentier-Lecocq als Beigeordnete Ministerin im Ministerium Christophe mit Schwerpunkt Menschen mit Behinderungen.
- Marie-Agnès Poussier-Winsback als Beigeordnete Ministerin für soziale und solidarische Wirtschaft, Gewinnbeteiligung und Teilhabe mit Schwerpunkt Soziale und solidarische Wirtschaft

Dem Kabinett Bayrou gehören an:
- Laurent Marcangeli, Minister für den öffentlichen Dienst;
- Charlotte Parmentier-Lecocq als Beigeordnete Ministerin im Ministerium Vautrin mit Schwerpunkt Menschen mit Behinderungen.

## Organisation

### Präsident
| Portrait | Name             | seit       | seit |
| -------- | ---------------- | ---------- | ---- |
|          | Édouard Philippe | 09.10.2021 |      |

### Vizepräsident
| Portrait | Name              | seit       | seit |
| -------- | ----------------- | ---------- | ---- |
|          | Christian Estrosi | 09.10.2021 |      |

### Generalsekretär (vom Präsidenten ernannt)
| Portrait | Name             | seit       | seit |
| -------- | ---------------- | ---------- | ---- |
|          | Christophe Béchu | 09.10.2021 |      |

### Secrétaires généraux délégués (gewählt)
| Portrait | Name                  | seit      | seit |
| -------- | --------------------- | --------- | ---- |
|          | Bérangère Abba        | seit 2022 |      |
|          | Pierre-Yves Bournazel | seit 2022 |      |

### Schatzmeister
| Portrait | Name             | seit       | seit |
| -------- | ---------------- | ---------- | ---- |
|          | François Goulard | 09.10.2021 |      |